# Brabants

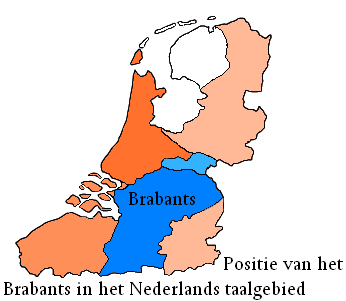
-- DE BRABANTSE DIALECTEN --
Verbreiding van het Brabants volgens Jo Daan

In de dialectologie verstaat men onder het Brabants het vaakst een groep Nederfrankische variëteiten die van oudsher worden gesproken in grote delen van de Nederlandse provincie Noord-Brabant en in de Belgische provincies Antwerpen en Vlaams-Brabant, alsook in de Oost-Vlaamse Denderstreek (met als stedelijke centra Geraardsbergen, Aalst, Ninove en Dendermonde), het Waasland, in Zeeland daarop aansluitend het dialect van het land van Hulst in het oosten van Zeeuws-Vlaanderen en in Gelderland de dialecten in het Land van Maas en Waal, de Bommelerwaard en de westelijke Betuwe.
Volgens een ruimere, alternatieve definitie vallen onder Brabants ook:
- het Kleverlands, de dialecten in het Rijk van Nijmegen, de Overbetuwe en de Liemers in Zuid-Gelderland, de dialecten in het Land van Cuijk in Noordoost-Brabant, de overgangsdialecten in het noorden van Nederlands Limburg, alsmede ook die in het Land van Kleef en de regio Wezel over de grens in Duitsland;
- het dialect van westelijk Belgisch-Limburg;
- het Gents.

Het Brabants en het Hollands zijn de twee meest gesproken varianten van wat in de taalkunde wel als het "Nederlands in brede zin" geldt.  Van alle vormen van het Nederfrankisch zijn deze twee dialectgroepen vanaf de 16de eeuw ook het bepalendst geweest voor de uiteindelijke vorming van het Standaardnederlands.

## Kenmerken

#### Grammatica

##### Het gebruik van "gij"
Een belangrijk kenmerk van het Brabants is het persoonlijk voornaamwoord gij, dat in het Hollands het equivalent jij, in het West-Vlaams het equivalent jie en hie en in het Limburgs de equivalenten de, doe, dich en diech heeft. Typerend is ook de vorming van verkleinwoorden door middel van het suffix -(s)ke en de typische vervoeging na gij. Het oude Zuid-Nederlandse waart gij wordt in het Brabants soms waarde (gij) (NB gij waart) - waarbij gij na de persoonsvorm nogmaals wordt toegevoegd indien men nadruk wil leggen (een voorbeeld van tautologie) - en hebt gij wordt in het Brabants soms hedde (gij). Ten onrechte wordt de uitgang -de in hedde gij gezien als een overblijfsel van het Middelnederlandse persoonlijk voornaamwoord voor "jij", du, terwijl het alleen een geassimileerde vorm van het persoonlijk voornaamwoord gij betreft. (taalhistorisch: [Mndl] komt ghi = enclitisch komdi > [N-Brab] "komde"). De verbogen vormen van gij verschillen per dialect, bv. voorwerpsvormen, waaronder: Oe (onder andere Middenbrabants), (J)ou of U.

##### Woordgeslachten
Net zoals de rest van de Zuid-Nederlandse dialecten en het Duits, maar in tegenstelling tot het Standaardnederlands kent het Brabants een duidelijke onderverdeling van de substantiva in drie woordgeslachten. Dit komt tot uiting in de verbuiging van de lidwoorden, aanwijzende en bezittelijke voornaamwoorden en bijvoeglijke naamwoorden.
Verder krijgen mannelijke eigennamen en weekdagen een lidwoord wanneer ze niet verder worden gepreciseerd:
- den Tom, de Michaël—maar Tom De Valck en Michaël Van Brussel
- den dinsdag, de woensdag—maar volgende dinsdag, komende woensdag

##### Fonetica
In tegenstelling met het Hollands blijft het Brabants het verschil maken tussen stemloze ch [ç] en stemhebbende g [ɣ] behalve aan het einde van een woord. Dus bijvoorbeeld rustig (met [ç]) alterneert met rustige (met [ɣ]), maar lach en lachen hebben dezelfde [ç]-klank. (Vergelijk met Hollands [x] of [χ] in al deze woorden.)

##### Andere verschillen
Waar in het Standaardnederlands bij voorkeur dan gebruikt wordt na een vergrotende trap, gebruikt het Brabants (net als het Duits) als: meer als, rijker als, ... enz. Dit laatste is nog steeds incorrect Nederlands en een bekend probleem onder docenten Nederlands op scholen met leerlingen die het Brabantse dialect spreken. Het woord eens wordt geregeld verkort tot es/is.

## Gebruikelijke indelingen
Men deelt het Brabants traditioneel in drie hoofdmoten op: het West-Brabants, het Oost-Brabants en het Zuid-Brabants.
Jo Daan trok in haar bekende indeling der Nederlandse dialecten gemakshalve een dialectgrens tussen Noord- en Zuid-Brabants, die geheel gelijk liep met de landsgrens. De term "Brabants" was bij haar gereserveerd voor het Brabants in België, voor het Nederlandse deel gebruikte zij "Noord-Brabants en Noord-Limburgs" en maakte daarin geen verschil tussen Oost- en West-Brabants. De grens tussen Noord-Limburgs en Noord-Brabants was de diftongeringlijn (ij/ie, ui/oe).
De dialecten van de Bommelerwaard, de Betuwe, het Land van Maas en Waal, Noord-Limburg en de Lijmers zijn verwant met het Brabants in ruime zin, maar worden daar om formeel-bestuurlijke redenen – de streken behoren tot Gelderland – als regel toch niet toe gerekend. 
Volgens een alternatieve indeling worden de dialecten in het noorden van Nederlands Limburg, de oostelijke Betuwe, de Lijmers en het Land van Cuijk van het Brabants afgescheiden en samen met het Kleverlands als een aparte dialectgroep gezien.
Een modernere indeling biedt het Woordenboek van de Brabantse dialecten. Hier wordt het Brabants als volgt ingedeeld:
- A Noordwest-Brabants: 
  - A1 Markiezaats (waaronder Bergs)
  - A2 Baronies (waaronder Bredaas)
  - A3 Antwerps
- B Midden-Noord-Brabants: 

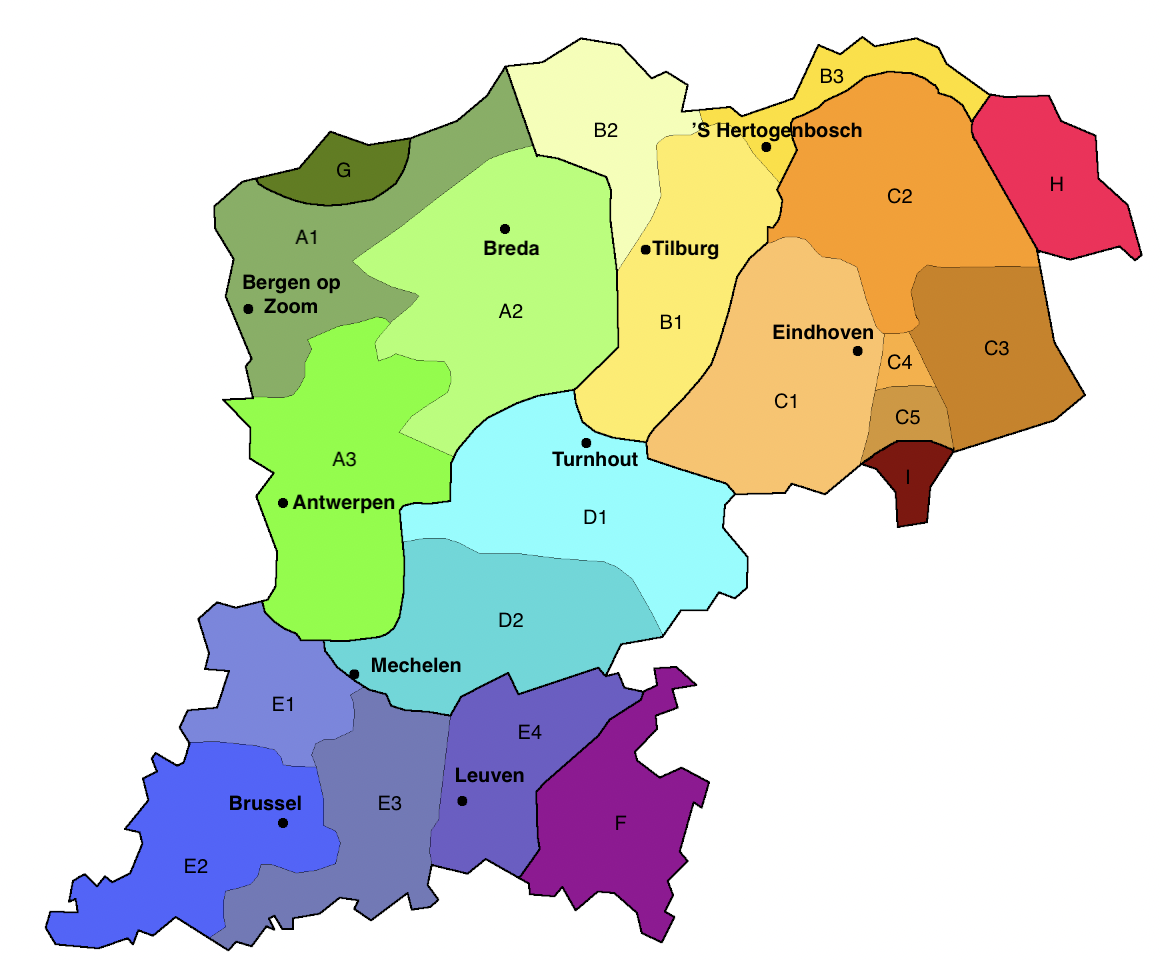
Kaart van subdialecten in Brabant

  - B1 Tilburgs en gelijkende dialecten,
  - B2 Hollands-Brabants (onder meer Land-van-Altenaas)
  - B3 Maaslands (waaronder het Bosch). Hieraan zou men het Betuws en het Maas-en-Waals kunnen toevoegen, maar de samenstellers van het Woordenboek houden zich niet met de provincie Gelderland bezig;
- C Oost-Brabants:
  - C1 Kempenlands (met in Belgisch Limburg het Lommels)
  - C2 Noord-Meierijs
  - C3 Peellands (waaronder Helmonds)
  - C4 Geldrops
  - C5 Heeze-en-Leendes
- D Kempens (niet te verwarren met Kempenlands): 
  - D1 Noorderkempens (waaronder Turnhouts)
  - D2 Zuiderkempens (waaronder Liers en Mechels), inclusief Tessenderlo in Belgisch Limburg
- E Zuid-Brabants: 
  - E1 Kleinbrabants (ten westen van Mechelen)
  - E2 Pajottenlands (waaronder Brussels)
  - E3 Centraal Zuid-Brabants (waaronder Hals)
  - E4 Hagelands (waaronder Leuvens);
- F Getelands, waaronder het Tienens (Tiens) als Zuid-Nederfrankisch dialect bij het Limburgs wordt ingedeeld, vanwege het gebruik van ich).

Daaraan voegen zij de volgende niet-Brabantse dialecten in Noord-Brabant toe:
- G Westhoeks (Hollands);
- H Cuijks (Kleverlands);
- I Budels (West-Limburgs)

Het dialect van Rummen in het uiterste oosten van Vlaams-Brabant wordt hier niet tot het Brabants maar tot het Limburgse Truierlands gerekend; dit dialect wordt in het Woordenboek van de Limburgse Dialecten (WLD) behandeld.

### Onderscheidende kenmerken
De hieronder gegeven kenmerken hebben inmiddels een grotendeels historisch karakter gekregen. Het huidige gesproken zogenaamde Brabants is verregaand geregiolectiseerd en kenmerkt zich door enkele bewust gehandhaafde woorden en gezegden en vooral door een uitspraak-timbre ('accent') dat velen kortweg als 'het dialect' zijn gaan beschouwen. De hieronder in de tegenwoordige tijd gestelde beschrijvingen van taalkenmerken betreffen dan het dialect in historische zin.
Het Brabantse "gij" (ge) voor u en jij is, in de tijd dat Brabants een prestigieuze taalvariant was, in het oudere Standaard-Nederlands overgenomen als deftige taal, maar wordt daarin nu zelden nog gebruikt. Hetzelfde geldt voor de verkleinvorm -ke zoals in kindeke.
Het onderscheid tussen Oost- en West-Brabants geeft een historisch structurele scheiding aan: de Oost-Brabantse dialecten hebben enige invloed ondergaan van de Keulse expansie. Ze hebben hierdoor een paar typische kenmerken die de westelijke varianten van het Brabants niet hebben, zoals umlaut in onder andere verkleinwoorden en de vervoeging van sterke werkwoorden (net als onder andere in het Limburgs). Typisch Oost-Brabantse woorden zijn zodoende geleuve (geloven), bruur (broer) en zuke (zoeken), naast verkleinwoorden als menneke (mannetje), bömke (boompje), bluumke (bloemetje) en jeske (jasje) en vervoegingen als velt (valt).
In de westelijke Brabantse dialecten – waaronder ook de meeste in België gesproken varianten vallen – vindt consequent h-deletie plaats. De afscheidsgroet houdoe wordt daardoor in het West-Brabants zonder de h uitgesproken, terwijl deze h in Oost-Brabantse dialecten duidelijk hoorbaar is. Hierin sluit het West-Brabants zich aan bij het Zeeuws en het Oost- en West-Vlaams. Het West-Brabants kent daarnaast in principe geen umlaut, afgezien van enkele woorden die in het Standaardnederlands -oe hebben: gruuie (groeien), bluuie (bloeien).
Nog enkele andere typische West-Brabantse kenmerken zijn: klinkerverlenging voor een medeklinkercluster waarvan de eerste medeklinker nasaal is (Fraans (Frans), daanse (dansen)), het verkleinende achtervoegsel -e(s)ke (vs. -ke in het Oost-Brabants en andere Nederlandse dialecten) na een lettergreep met coda (bomeke, bangeske) en metathese van het type sp → ps aan het eind en (in het Markiezaats) ook in het midden van woorden: weps (wesp), rapse (raspen). Doordat de isoglossen van elk van deze verschijnselen afzonderlijk nergens samenvallen, kan men nergens spreken van een scherpe begrenzing tussen het West- en het Oost-Brabants; in plaats daarvan is hier voortdurend sprake van een continuüm met overgangsdialecten. Wel liggen de isoglossen gebundeld in het midden van Noord-Brabant, een gebied dat in het noorden doorloopt naar Almkerk, in het midden door Dongen gaat en in het zuiden door Riel heengaat. In 1937 stelde Toon Weijnen in zijn proefschrift vast dat de rivier de Donge nog de belangrijkste scheidslijn tussen het Oost- en West-Brabants vormde.
In het zuidoosten van het dialectgebied loopt de Uerdinger linie, een isoglosse die enkele Brabantse dorpen bij de taalkundig Limburgse dialecten voegt, waaronder die van Belgisch Limburg ook moeten worden begrepen. Bezuiden deze linie werkt de tweede Germaanse klankverschuiving gedeeltelijk door, die wordt gekenmerkt door de verschuiving van k naar ch: ich (ik), mich (mij) en oech (u) en ouch (ook).
Het onderscheid tussen het Oost- en West-Brabants enerzijds en het Zuid-Brabants anderzijds ligt in klank en woordenschat: het West- en Zuid-Brabants zijn in hoge mate gelijk in structuur, maar door de historische splitsing van de noordelijke en zuidelijke Nederlanden hebben het Antwerps en de dialecten in de nabije omgeving van Antwerpen een heel andere fonologie ontwikkeld, waardoor ze voor Nederlanders veel moeilijker te verstaan zijn. De staatsgrens heeft tussen Noord-Brabant en Midden-Brabant/Antwerpen tevens een taalgrens geschapen. Het West-Brabants heeft veel gemeenschappelijke kenmerken met het Antwerps overgenomen en bewaard. Zo blijkt uit geschreven bronnen dat de diftongeringen ie → ei (ies → ijs) en uu → ui (huus→huis) al in de 15e eeuw zijn begonnen in Antwerpen, van waaruit ze zich hebben verspreid naar onder meer West-Brabant, waar de oudste geschreven sporen van dit verschijnsel dateren uit de 17e eeuw. De historische woordenschat van het West-Brabants vertoont anderzijds tamelijk veel overlap met die van het nabijgelegen Zeeuws. Dit hangt nauw samen met het feit dat West-Brabant en Zeeland tot aan de Tachtigjarige Oorlog zowel talig als cultureel een zekere eenheid vormden, waarna deze twee gebieden in de periode 1570-90 politiek en cultureel gescheiden werden, met name ook door een verschil in godsdienst. Deze scheiding werd versterkt in het verlies van de bestuurlijke zelfstandigheid van Brabant dat bijna drie eeuwen een Hollands generaliteitsland werd. Godsdienstig bleef overeenkomst bestaan tussen Noord- en Midden-Brabant/Antwerpen maar ook hier werkte de bestuurlijke scheiding taalkundig door, vooral in de 19de eeuw. De Zuid-Brabantse dialecten in engere zin hadden van oudsher een heel andere woordenschat.

## Brabantse expansie
Het Brabants heeft vergeleken met andere Nederlandse hoofddialecten een behoorlijk grote invloed gehad op de totstandkoming van Nederlandse standaardtaal. Dit kwam om te beginnen door het feit dat toen de standaardisering op gang kwam in de 16e eeuw, Brabant het dominante gewest was. De eerste belangrijke vorming van het Standaardnederlands vond daarnaast plaats in Antwerpen, waar ook een Brabants dialect werd gesproken. De standaardtaal die toen gevormd werd onderging dus met name veel Brabantse invloeden. Ook toen Holland de rol van dominant gewest overnam bleef de invloed van het Brabants sterk, onder meer door de grote groepen Zuid-Nederlanders die na de Val van Antwerpen in 1585 tijdens de Tachtigjarige Oorlog naar de noordelijke gewesten trokken uit angst voor vervolging door Filips II. Ze vormden in de 17e eeuw een belangrijk deel van de stedelijke bevolking van Holland. Deze invloed was het sterkst op de schrijftaal, maar is ook nog steeds hoorbaar, al zullen enkele woorden nu wat ouderwets klinken.
| West-Brabants / Markiezaats | Oost-Brabants | Hollands      | Limburgs    |
| --------------------------- | ------------- | ------------- | ----------- |
| schòn                       | skon          | mooi          | sjoon       |
| gère                        | gère          | graag         | gaer        |
| g'leìk, welnu               | gelijk        | zoals, direct | wie, geliek |
| meej, meije, maaij          | mee           | met, meteen   | mit         |
| ge, gij                     | gij           | jij           | geer, doe   |
| wijd (wijdweg)              | wijd          | ver           | wied        |
| niewt                       | neì           | nieuw         | nuuj, nuud  |
| jawelles, da'swel           | da/dè ìs      | welles        |             |
| neije, da'snie              | da's/dè's nie | nietes        |             |
| benaa, bekaa't              | bekant        | bijkans/bijna | bekans      |
| nu, nou, nouwes             | now/nou       | nu            | noe         |

In de Zuidelijke Nederlanden bleef de Brabantse invloed veel langer doorwerken. Het Brabants was er nog eeuwen het dominante dialect. Dat verklaart bijvoorbeeld waarom oorspronkelijke Oost- en West-Vlaamse woorden als aardappel, ham, oom en schort in de eerste helft van de twintigste eeuw nog werden vervangen door de Brabantse dialectwoorden patat, hesp, nonkel en voorschoot. Pas toen in België na de Tweede Wereldoorlog het Standaardnederlands ingang vond bij bredere lagen van de bevolking nam de dominantie van het Brabants daar geleidelijk af. Doordat de Brabantse versie van tussentaal dikwijls wordt gebruikt in de Vlaamse media beïnvloedt het Brabants indirect nog steeds de Belgisch-Nederlandse dialecten, zij het weliswaar veel minder dan vroeger.

## Sprekers
Over het aantal sprekers van het Brabants was lange tijd nauwelijks iets bekend. Omdat het Brabants weinig in de belangstelling stond, werden er niet zoals voor het Fries regelmatig gedetailleerde onderzoeken verricht naar de mate waarin men de dialecten nog sprak. Gaandeweg is meer duidelijkheid ontstaan over het gebruik van Brabants.

### Nederland
In Nederland werd in 2005 een dialectenquête verricht onder de Brabanders. De resultaten waren: 72,1% bleek "in meer of mindere mate" dialect te spreken. Aangenomen mag worden dat velen, vooral de jongeren, het dialect niet meer thuis spreken maar vooral op straat hebben geleerd; toch worden deze scores binnen Nederland slechts overtroffen door het Limburgs. Des te opmerkelijker is dit als men bedenkt dat Brabant relatief verstedelijkt is en het Brabants in de Nederlandse steden slechts marginaal leeft. Van alle Brabanders meende zo'n 70% dat ze een Brabants accent in hun Nederlands hadden; 80% van hen koesterde dit accent en zei er trots op te zijn.

### Vlaanderen
In Vlaanderen is een dergelijke enquête niet gehouden; hier is de situatie slechts globaal bekend. Het meeste perspectief heeft het dialect van Antwerpen: het wordt door veel mensen gesproken - bij de jongeren vaak niet meer in de huiselijke omgeving, maar wel op straat - en de beheersing van het Antwerps wordt als een voorwaarde gezien om zich Sinjoor te mogen noemen. Voor andere stadsdialecten - met name het Brussels - zijn de vooruitzichten een stuk minder rooskleurig. Pas in de jaren negentig kreeg het stilaan verdwijnende dialect, dat zwaar achteruitgegaan is door de verfransing van Brussel, hier stelselmatig aandacht in de vorm van een dialectvereniging, een woordenboek en cursussen.
Terwijl grote en middelgrote steden door middel van hun eigen dialectkring hun taal, zij het in de marge van de samenleving - wel levend kunnen houden, ontbreekt deze mogelijkheid geheel voor het platteland, waar men vaak het dialect minder of niet koestert maar waar het sinds de jaren zestig even hard als in de stad achteruitgegaan is. Voor zover men hier het dialect al behoudt, is het vaak aan regiolectisering onderhevig.